# I–16
A I–16 egy korszakalkotó konstrukciójú szovjet vadászrepülőgép. Ez volt a világ első huzalmerevítés nélküli egyfedelű (monoplán) vadászgépe behúzható futóművel. Az I–16 vadászgépet az 1930-as évek közepén állították hadrendbe és a Szovjet Légierő gerincét képezte a második világháború kezdetén. A kisméretű vadászgép, melynek beceneve Isak (szamár) volt a szovjet pilótáknál, kiválóan teljesített a második kínai–japán háborúban, a halhín-goli csatában és a spanyol polgárháborúban, ahol a nacionalisták a Rata (patkány), a köztársaságiak Mosca (légy) nevet adták a gépnek. Az I–16 finn beceneve Siipiorava (repülő mókus) volt.

## Tervezés és fejlesztés
Miközben Nyikolaj Polikarpov az I–15 kétfedelű vadászgépet tervezte, párhuzamosan dolgozni kezdett egy előremutató konstrukciójú egyfedelű vadászgép tervein is. Ezen a gépen olyan korszakalkotó újítások jelentek meg, mint a behúzható futómű, a teljesen zárt pilótafülke, a nagy sebességre optimalizált rövid törzs (hasonló a Gee Bee R–1 versenygéphez) és egy Wright Cyclone csillagmotor NACA burkolattal. A repülőgép kis méretű, könnyű volt és egyszerű volt gyártani.
A CKB–12 prototípus tényleges tervezési munkája 1933 júniusában indult be és a repülőgépet 1933. november 22-én fogadták el gyártásra, egy hónappal első felszállása előtt. A CKB–12 sárkánya vegyes szerkezettel épült. Az önhordó törzs fából készült, a szárny króm-molibdén acélból gyártott főtartóból és dúralumínium bordákból állt, melyeket a belépőéleknél és a profil közepén D1 jelű alumíniumötvözetű lemezzel burkoltak, a szárny többi része vászonburkolatot kapott. A szerkezet másik újdonsága a csűrőlapok voltak, melyek csaknem az egész kilépőélen végigfutottak és egyben ívelőlapként is működtek (15°-ra lehetett eltéríteni). A pilótafülkét 40 cm széles tető borította, melybe egy Aldis hengeres célzókészüléket szereltek. A pilótafülke tetejét sínen lehetett előre-hátra mozgatni, és gumikötél húzta a helyére. A 225 literes üzemanyagtartály közvetlenül a pilótaülés előtt helyezkedett el. A főfutómű teljesen behúzható volt egy kézi fogantyú segítségével. A fegyverzet két 7,62 mm-es SKASZ géppuskából állt, melyet a szárnyba építettek a futómű mellé 900 lőszerrel.
Ezeket az új megoldásokat először Andrej Tupoljev javasolta, de a Légierő (VVSZ) Tudományos Kutatóintézete (NII) eleinte túlságosan kockázatosnak ítélte alkalmazásukat egy harci repülőgépen. A CAGI azonban a Pavel Szuhoj és Alekszandr P. Putyilov vezetése alatt álló 3. Tervezőcsoport támogatásával vitába szállt az NII VVSZ véleményével és rámutatott, hogy a javaslatok nemcsak megvalósíthatók, hanem a gép tulajdonságainak javítását is szolgálják.
A CKB–12 vadászgépet az 529 kW/710 LE teljesítményű Wright Cyclone SR–1820–F–3 kilenchengeres csillagmotorhoz tervezték, azonban a licencjogot nem tudták megszerezni, ezért Polikarpovot felkérték, hogy a kisebb, 358 kW (480 LE) teljesítményű szovjet M–22 motort építse be. Ez a hajtómű a Gnome-Rhône Jupiter 9ASB motor szovjet változata volt, mely maga is a Bristol Jupiter VI licence alapján készült. Ezt elfogadhatónak ítélték, mivel a tervezett 300 km/h csúcssebességet így is el lehetett érni.
Az M–22 motorral hajtott CKB–12 először 1933. december 30-án szállt fel a híres szovjet berepülőpilóta, Valerij Cskalov vezetésével. A második CKB–12 Cyclone motorral és háromágú légcsavarral a következő év januárjában repült először. Az első állami próbák során 1934 februárjában bebizonyosodott, hogy a gép nagyon jól irányítható, de nem szereti a hirtelen kormánymozdulatokat. Így a CKB–12–ről az a vélemény alakult ki, hogy veszélyes vele repülni és minden műrepülő figurát betiltottak. A két gép közül az M–22-vel szerelt változat mellett döntöttek, mivel a Cyclone motoros gépen rezgéseket észleltek. A pilóták kezdettől panaszkodtak arról, hogy nehéz beszállni a pilótafülkébe, és ez végig kísérte a gép egész életét. A további próbarepülések előtt a tervezőknek választ kellett találniuk a gép dugóhúzóban tanúsított viselkedésére. A szélcsatorna kísérletek alapján feltételezték, hogy a CKB–12 veszélyes dugóhúzóba eshet, ahonnét nem lehet kivenni, de a repülőgéppel végzett tényleges próbák voltak szükségesek ahhoz hogy igazolni lehessen ezt. Mivel a Cyclone motorból kevés állt rendelkezésre, ezért a kockázatos próbához az M–22 motoros prototípust használták. 1934. március elsején és másodikán Cskalov 75-ször vitte dugóhúzóba a repülőgépet, és megállapította, hogy áteséskor nagyon jóindulatúan viselkedik (amint süllyedni kezd a gép és megnő a sebessége, a pilóta beavatkozása nélkül magától kijön a dugóhúzóból) és a kierőszakolt dugóhúzót könnyen be lehet fejezni egyszerűen a kormány középállásba helyezésével. Az I–16 rosszindulatú dugóhúzóiról szóló megalapozatlan mendemondák az irodalomban tovább éltek, valószínűleg a Gee Beenél tapasztaltakat vetítették ki. A valóságban az I–16 jóindulatú repülőgép volt, a Polikarpov I–153 kétfedelű sokkal rosszabbul viselkedett dugóhúzóban.
Az I–16 névre átkeresztelt új vadászgép szolgálati próbái 1934. március 22-én kezdődtek. Az M–22 motoros prototípus 359 km/h sebességet ért el. A kézierővel működtetett behúzható futómű hajlamos volt beszorulni és működtetése jelentős erőt igényelt a pilótától. A legtöbb próbát kieresztett futóművel hajtották végre. 1934. május elsején az M–22 prototípus részt vett a Vörös tér feletti légibemutatón. Mintegy 30 példány I–16 tip 1 repülőgépet rendeltek meg, de egyelőre nem adták át egyetlen vadász egységnek sem. A legtöbb pilóta, aki próbarepülést hajtott végre az I–16 tip 1 géppel, nem volt elragadtatva a teljesítményétől. Függetlenül a pilóták véleményétől több figyelmet fordítottak a Cyclone hajtóműves repülőgépre és az M–25-re (ez volt a jele a licenc alatt gyártott Cyclonenak). 1934. április 14-én a Cyclone prototípus megsérült, amikor gurulás alatt az egyik futómű szár összecsuklott.
A Cyclone hajtóművel szerelt harmadik prototípusban egy sor aerodinamikai újítás jelent meg. A gépet állami próbákra 1934. szeptember 7-én adták át. Csúcssebessége 437 km/h lett, ami többé már nem elégítette ki a légierő igényeit, ők a kísérleti Nazarov M–58 motort akarták és 470 km/h sebességet. Az M-22-vel hajtott változatot a gorkiji 21. gyár és a moszkvai 39. gyár kezdte gyártani. Mivel ez volt ezen gyárakban készült negyedik repülőgép, az I–16 tip 4 jelzést kapta. Az új hajtóművel ellátott repülőgépek sárkányát is kis mértékben meg kellett változtatni, többek között a pilótát védő páncéllemezt és a futómű ajtaját, hogy lehetővé váljon teljes zárása.
Az M–25 motorral szerelt I–16, a tip 5 új motorburkolatot kapott, mely átmérőben kicsit kisebb volt elődjénél és kilenc előre néző zsalukkal ellátott nyílással rendelkezett, melyekkel a hűtőlevegőt lehetett szabályozni, valamint nyolc újra tervezett egyedi kipufogó csonkot és más kisebb változást is kapott. Az M–25 474 kW (635 LE) teljesítményt adott le tengerszinten és 522 kW-t (700 LE) 2300 m magasan. A pilótafülkéből való gyenge kilátás miatt a kabintetőt a pilóták vagy nyitva hagyták, vagy a hátsó részét teljesen leszerelték. Amikor a tip 5 megjelent, ez volt a világ nemcsak legkönnyebb sorozatban gyártott vadászgépe (1460 kg), hanem a leggyorsabb is, 454 km/h sebességet lehetett vele elérni nagyobb magasságban és 395 km/h-t tengerszinten. A tip 5-tel nem lehetett végrehajtani a többi vadászgép nagy gyorsulású manővereit, azonban nagyobb volt azokénál a sebessége és az emelkedési sebessége és a különösen érzékeny csűrőivel kiváló volt orsózó sebessége és ennek következtében pontosan vezetett bukfencet és leborítást tudott végrehajtani.
A típusból összesen 7005 együléses és 1639 kétüléses gyakorló változatot gyártottak.

## Szolgálatban
Az első szolgálati próbák rávilágítottak arra, hogy a SKASZ géppuskák hajlamosak a beszorulásra. Ez annak következménye volt, hogy a géppuskákat fejjel lefelé építették be a szárnyba, hogy kövessék annak alakját. Ez a probléma később átalakításokhoz vezetett. A pilóták tapasztalatai megegyeztek a prototípusok berepülésnél észleltekkel. A kormányok könnyen kezelhetőek és nagyon érzékenyek voltak, a hirtelen manőverek hatására a gép orsózni kezdett és a gép orsózó képessége kiváló volt. Egy teljes orsót képes volt másfél másodperc alatt végrehajtani (ez a hossztengely körüli forgás során 240°/másodperces szögsebességet jelentett).
A géppuskákat egy kábel meghúzásával lehetett működésbe hozni, és az ehhez szükséges erő, figyelembe véve a könnyű kormányokat is nehézzé tette a pontos célzást. A földön álló repülőgép meredek szöghelyzete könnyűvé tette az I–16 kezelését füves repülőtereken, mert a gép hacsak nem süllyedtek el a sárban első kerekei, nem volt hajlamos orra bukni.
A pilóta kilátása a kabinból azonban rossz volt, a kabintető hajlamos volt beszennyeződni motorolajjal és a kabintető mozgatható része a hirtelen manőverek közben időnként ki-be csapódott, emiatt a legtöbb pilóta nyitott állapotban rögzítette. Az I–16-tal nehéz volt repülni. A törzs első része a motorral együtt túlságosan közel volt a tömegközépponthoz, a pilótafülke pedig túlságosan hátul volt. A repülőgép hosszanti stabilitása elégtelen volt, képtelenség volt a gépet repülni elengedett kormánnyal.

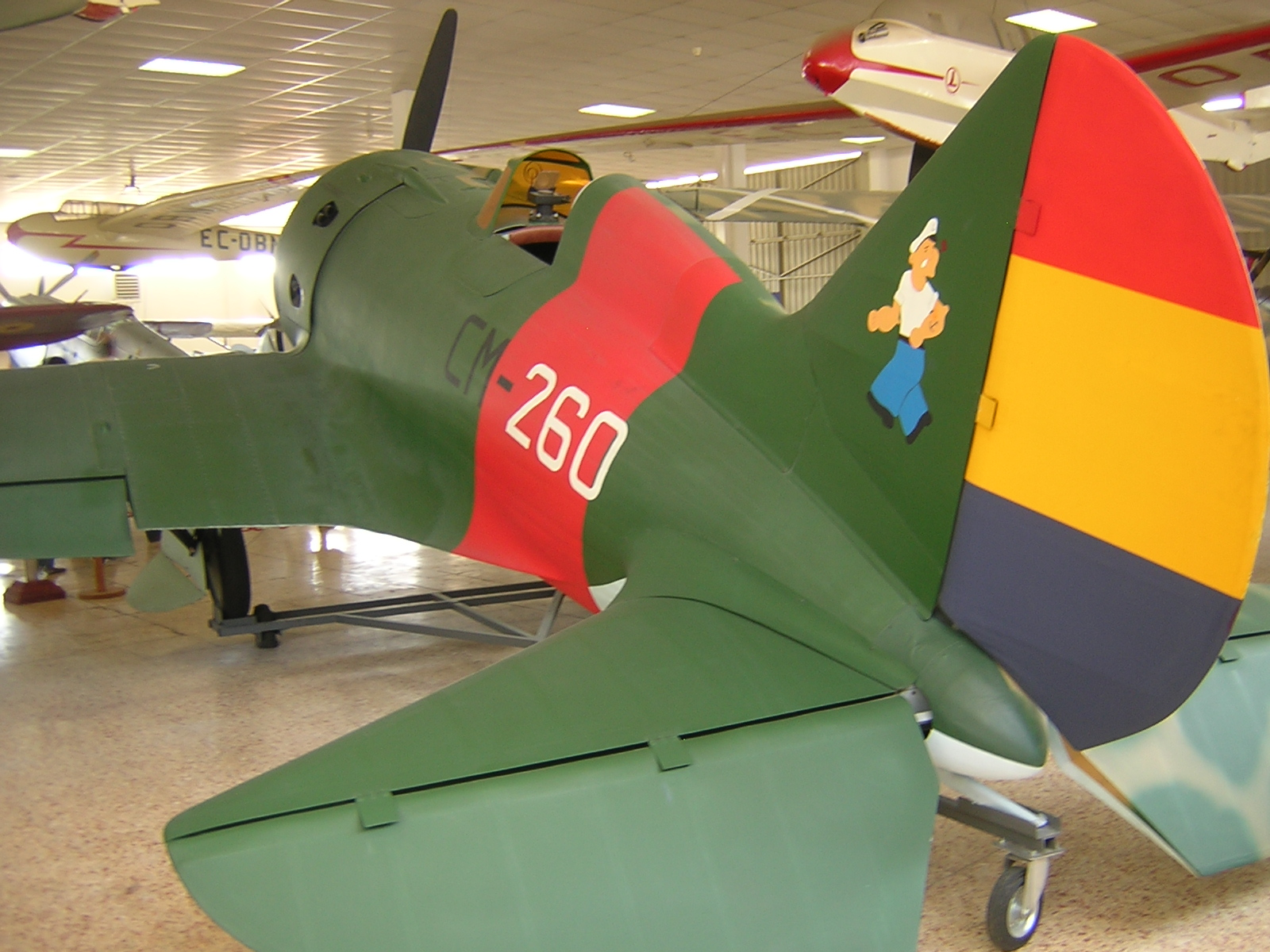
I–16 spanyol köztársasági színekben "Popeye" emblémával

### A spanyol polgárháborúban
1936-ban a spanyol polgárháború kitörésekor a köztársasági erők vadászrepülőgépekért könyörögtek. Miután a spanyol kormány aranyban kifizette az árát Sztálin hozzájárult 475 I–16 tip 5 és tip 6 leszállításához. Az első I–16 gépek 1936 novemberében jelentek meg a spanyol égbolton. A Polikarpov-monoplánok a tűzkeresztségen 1936. november 13-án estek át, amikor 12 I–16 megtámadott egy nacionalista bombázó csoportot Madridban. A szovjet pilóták négy légigyőzelmet arattak. Két német He 51 pilótája is elesett. De a szovjet repülőknek veszteségei is voltak, a csoport parancsnoka összeütközött egy ellenséges repülőgéppel és egy másik I–16 pilóta leszálláskor törte össze gépét. A Polikarpovok azonnal megszerezték a légifölényt a He 51, Ar 68 és Fiat CR.32 kétfedelű gépek felett és nem akadt ellenfelük, míg meg nem jelentek a vadonatúj Bf 109 vadászgépek. Ezek megjelenése és a nacionalista erők vadászgépeinek számbeli fölénye volt elsődleges oka az I–15 és I–16 típusok nagy veszteségeinek 1937 folyamán. Több repülésügyi publikáció az új szovjet vadászgépet "Boeingnak" hívta, mivel helytelenül feltételezte, hogy az a Boeing P–26 konstrukcióján alapult.
A bevetési tapasztalatok szerint az I–16-nak voltak gyenge pontjai. Néhány gép a szárnyszerkezet törése miatt zuhant le, ezután gyorsan megerősítették a gyenge részt. A nehézgéppuskák lövedékei néha átütötték a háttámla páncéllemezét és az üzemanyagtartály is esetenként kigyulladt, annak ellenére hogy tűzbiztosnak készült. A forró spanyol éghajlat miatt meg kellett növelni az olajhűtő felületét, és a szálló por miatt csökkent a motorok élettartama. Bár néhány gép 400 órát repült, az átlagos I–16 élettartama 87 nap volt, melynek egyhatodát karbantartásra fordították. A legnagyobb hiányossága azonban az volt, hogy a két 7,62 mm-es géppuska túlságosan gyenge fegyverzetnek bizonyult. A tip 6 változatot sürgősen felszerelték a törzs alatt egy harmadik SKASZ géppuskával. A négy géppuskás tip 10 gép beceneve pedig "Super Mosca" vagy egyszerűen "Super" lett.
Összesen 276 darab I–16 gépet szállítottak Spanyolországnak 1936–1938 között. 1939. április 1-jén, amikor véget ért a polgárháború, a Raták vesztesége Spanyolországban a következőképpen alakult: 112 légiharcban semmisült meg, egyet légvédelmi tüzérség lőtt le, 11 a földön semmisült meg, egy kényszerleszállás közben és 62 baleset következtében veszett el.

### Távol-Kelet

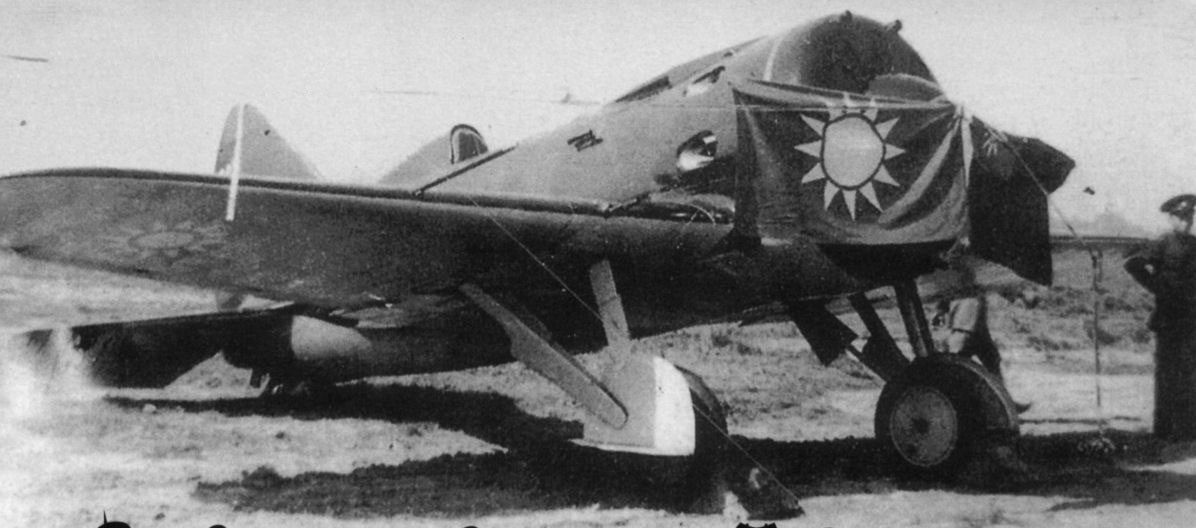
I–16 kínai felségjellel, kínai pilóták és szovjet önkéntesek repülték

Kínának egy 250 darab I–16 tip 10 repülőgépből álló sorozatot szállítottak. Ezt a gépet két további 7,62 mm SKASZ géppuskával szerelték fel, valamint erősebb páncélt kapott a pilóta háta mögé és egy kissé továbbfejlesztett 560 kW (750 LE) M–25 típusú motort. 1939-ben ezek a gépek vették fel a harcot a Japán Császári Hadsereg légierejének merev futóműves Nakajima Ki–27 Nate és a Japán Császári haditengerészet Légi szolgálatának Mitsubishi A5M Claude gépeivel. További nagyszabású légi hadműveletre került sor a Szovjetunió és Japán között a halhin-goli csatában. A következő évben a japán flottát felszerelték a híres A6M Zero vadászgépekkel, ezek már kemény diónak bizonyultak az I–16 számára.
További erőfeszítéseket tettek a repülőgép tűzerejének növelésére a 20 mm-es SVAK gépágyúk bevezetésével, ezzel az I–16 az akkori idők legerősebb fegyverzetű vadászgépe lett, három másodperc alatt több mint 6 kg össztömegű lövedéket volt képes kilőni. A pilótáknak tetszett az eredmény, de a gépágyúkból kevés volt és csak kevés I–16 tip 12, 17, 27 és 28 készült. A gépágyú beépítése csökkentette a repülőgép fordulékonyságát is, a 360°-os teljes kör megtételéhez a tip 5 15 másodperces értékéhez képest 18 másodpercre lett szükség. A tip 24 változatnál a farokcsúszót kerékre cserélték és a sokkal nagyobb teljesítményű, 670 kW-os (900 LE) Svecov M–63 motorral szerelték fel. A tip 29 gépnél két SKASZ géppuskát egyetlen 12,7 mm-es Berezin UBSZ-re cserélték. A tip 18, 24, 27, 28 és 29 variánsokra RSZ–82 nem irányított rakétákat lehetett szerelni.
Egy 1939-es állami tanulmány úgy ítélte, hogy az I–16 teljesítmény növelésének lehetőségei kimerültek. A gép fejlesztése során páncélzatot, rádiót, akkumulátorokat és féklapokat kapott, ezek annyira hátrahelyezték a tömegközéppontot, hogy a repülőgépet csak a botkormány jelentős erővel való előrenyomásával lehetett vízszintes helyzetben tartani, egyidejűleg hajlamos lett irányíthatatlan zuhanásba esni. A féklapoknak a leszálláskor való kinyitása vagy visszahúzása drámaian megváltoztatta a repülési tulajdonságokat. A pontos célzás igen nehézzé vált.

### Szovjetunió

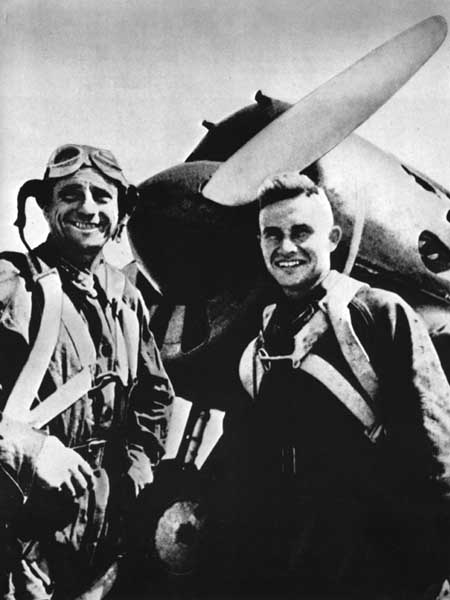
A szovjet légierő pilótái Halhin-golnál a fronton 1939 augusztusában I–16 vadászgépük előtt

A pilóták a repülőgépet Isaknak becézték (szamár, csacsi), mivel hasonlóan hangzott, mint az I–16 kiejtése oroszul (I-sesztnadcaty). Amikor 1941. június 22-én a nagy honvédő háború kitört, a szovjet légierő rendelkezésére 4226 repülőgép, ebből 1635 I–16 állt mindenféle változatban. Ezek a gépek 57 vadászrepülő ezredbe voltak osztva a határhoz közeli repülőtereken. A Luftwaffe 2. légiflottája támadásának főiránya (a Wehrmacht középső hadseregcsoportja támogatásának keretei között) a szovjet nyugati különleges katonai övezet ellen irányult, mely akkor 361 (más források szerint 424) I–16-tal rendelkezett. A támadás első fázisában az I–16 bázisai voltak a német repülőgépek fő célpontjai és az 1941. június 21-én szolgálatban álló 1635 Polikarpov monoplánból 48 órás harc után csak 937 maradt. Június 30-ra számuk 873-ra apadt, beleértve azt a 99 darabot is, mely javításra szorult. Hogy lefékezzék a Luftwaffe légitámadásait, több I–16 pilóta a "faltörő kos" (oroszul "taran)" taktikát választotta és életüket feláldozva nekivezették repülőgépeiket a német gépeknek.
AZ I–16 fő ellenfele a német Messerschmitt Bf 109 vadászgép volt. Az I–16 egy kicsit jobban irányítható volt, mint a korai Bf 109, és fordulóban egyenlő feltételekkel tudott harcolni a Bf 109 "Emillel". A gyakorlott szovjet pilóták előnyt tudtak kovácsolni a Polikarpov kiváló vízszintes mozgékonyságából és annyira szerették, hogy vonakodtak átülni jóval modernebb vadászgépekre. A német repülőgép azonban felülmúlta szovjet ellenfelét a csúcsmagasságával, emelkedési sebességével, gyorsulásával, és legfőképpen a vízszintes és zuhanó sebességével, melyet jobb aerodinamikai kialakításával és erősebb motorjával értek el. Az I–16 fő verziói legfeljebb 450–470 km/h sebességet értek el, míg a Bf 109E sebessége 560–570 km/h volt, a Bf 109F-é pedig 600 km/h. A fölényes sebesség alapvető volt közelharcban, így a német pilóták tudtak kezdeményezni és dönthettek, hogy felülről és hátulról támadják ellenfelüket, majd magasságot gyűjtsenek egy esetleges második támadáshoz. Ezalatt a Polikarpov gépek legfeljebb védelmi kört tudtak alkotni vagy elmenekülni, kihasználva vízszintes mozgékonyságukat. Az I–16 fegyverzete is gyengébb volt. Az "Emil" két szárnyba épített 20 mm-es MG FF gépágyúval és két, légcsavarkörön át lövő 7,92 mm-es MG 17 géppuskával volt felszerelve, melyekből egy másodperc alatt 2,37 kg össztömegű lövedéket tudott kilőni. A legelterjedtebb I–16 változat ugyanakkor két szinkronizált és két, szárnyba épített 7,62 mm-es SKASZ géppuskával rendelkezett, melyeket csak 1,43 kg össztömegű lövedék hagyhatta el egy másodperc alatt. Ezen felül a Messerschmitt lőszerkészlete géppuskánként 1000 lőszer, a gépágyúké 60 lőszer volt, míg a Polikarpovba mindössze géppuskánként 450 töltényt lehetett tölteni.
Az I–16 motorja sokkal hosszabb élettartamú volt, mint a Bf 109 vízhűtéses motorja. Az összes legyártott I–16 mintegy fele még szolgálatban volt, amikor 1943-ban leselejtezték.
Speciálisan átalakított I–16 repülőgépeket használtak parazitaként Tupoljev TB–3 anyarepülőgéppel a Zveno program kísérleteiben.
A Luftwaffe zsákmányolt néhány I–16 és UTI–4 kétüléses gyakorló repülőgépet és kipróbálta azokat. A japánok és a románok szintén próbáknak vetették alá a zsákmányolt I–16-osokat.
A finn légierő néhány más szovjet repülőgéppel együtt elfogott hat I–16 és egy I–16UTI-t is. Két vadászgépen és a gyakorlón repülési próbákat végeztek.

## Változatok
Jelentős eltérés van a forrásokban az egyes I–16 változatok jellemzői tekintetében. Ez a felsorolás az alábbi referenciákon alapul:

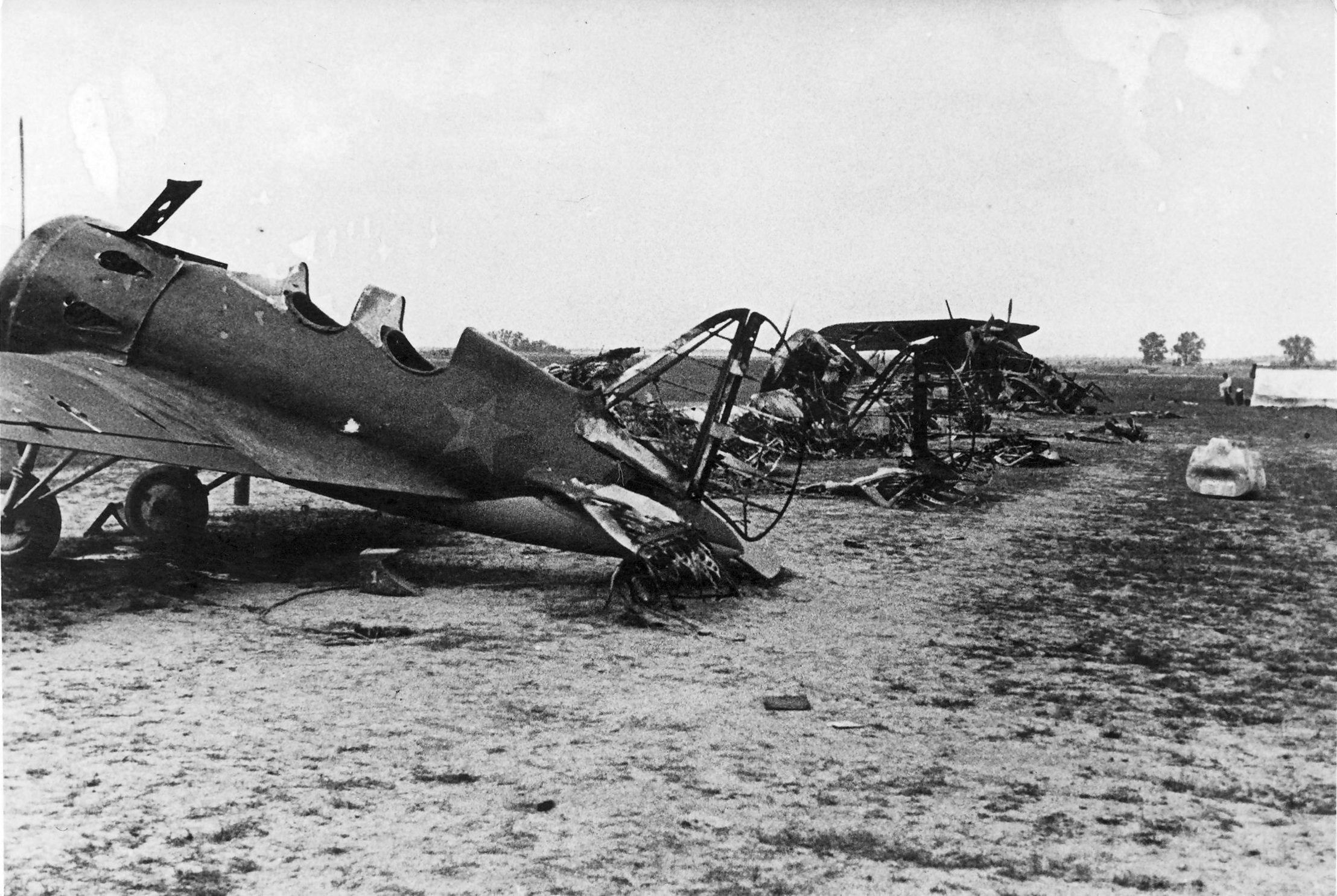
Orosz Polikarpov UTI–4 kétüléses gyakorló gép 1941-ben

CKB–12
Első prototípus, M–22 motor, 336 kW (450 LE), két, szárnyba épített SKASZ géppuska 900 egyenként lőszerrel
CKB–12bisz
Második prototípus, Wright SGR–1820–F–3 Cyclone motor, 533 kW (715 LE)
CKB–12P (I–16P)
Prottípus két SVAK gépágyúval a szárnyban egyenként 150 lőszerrel
CKB–18
Csatarepülőgép prototípus M–22 motorral és páncélozott pilótaüléssel. Fegyverzet: négy SKASZ vagy PV–1 géppuska és 100 kg össztömegű bombák. Két további tip 5 típust hat SKASZ géppuskával szereltek fel, melyekből kettő 20°-os szögben lefelé irányozva volt földi célpontok ellen.
CKB–29 (SZPB)
Pneumatikával működtetett futómű és féklap, Wright Cyclone motor, fegyverzet két SKASZ géppuska. Ezeket a gépeket használták nagysebességű zuhanóbombázóként a Zveno programban.
I–16 tip 1
Tömeggyártás előtti sorozat, M–22 motor 358 kW (480 LE teljesítménnyel.
I–16 tip 4
Első sorozatgyártású változat, M–22 hajtómű.
I–16 tip 5
tip 4 áramvonalas és kúpos motorburkolattal, Svecov M–25 motor 522 kW (700 LE) teljesítménnyel.
I–16 tip 6
M–25A motor, 545 kW (730 LE).
I–16 tip 10
Négy SKASZ géppuska, (kettő légcsavarkörön át tüzel, kettő a szárnyba építve), a pilótafülke előretolható burkolata szélvédőre cserélve, téli üzemhez a futómű behúzható sítalpakra cserélhető, M–25B motor 560 kW (750 LE) teljesítménnyel. A spanyol Hispano-Suiza gyárban készült repülőgép hajtóműve Wright Cyclone R–1820–F–5 volt.
I–16 tip 17
Tip 10 két SKASZ géppuskával és két SVAK gépágyúval, farokkerékkel, M–25V motor 560 kW (750 LE) teljesítménnyel. Néhány gépet felszerelték meg egy további 12,7 mm-es Berezin UB géppuskával földi célpontok ellen.
I–16 tip 18
Tip 10 Svecov M–62 motorral, melynek teljesítménye 620 kW (830 LE), két sebességes feltöltő kompresszorral és változtatható állásszögű légcsavarral. 100 l szárny alatti üzemanyag tartályt lehetett rászerelni.
I–16 tip 20
Négy SKASZ, az első változat, melyre a japán Nakajima Ki–27 gépen alkalmazotton alapuló 93 l kapacitású szárny alatti üzemanyag tartályt lehetett szerelni. 80 darab készült belőle.
I–16 tip 24
Négy SKASZ, a leszálló féklapokat lehajtható csűrőkre cserélték, farokkerék, második ajtó a pilótaülés jobboldalán, Svecov M–63 motor 670 kW (900 LE) teljesítménnyel.
I–16 tip 27
Tip 17 M–62 motorral.
I–16 tip 28
Tip 24 két SKASZ géppuska és két SVAK gépágyú
I–16 tip 29
Két szinkronizált SKASZ a gép orrában és egyetlen 12,7 mm Berezin UB a törzs alatt, a szárnyban nincsenek géppuskák. Felszerelhető 4–6 db RSZ–82 rakéta.
I–16 tip 30
Újraindított gyártás 1941–42-ben, M–63 motor.
I–16TK
Tip 10 turbofeltöltővel a nagyobb magasság eléréséhez, elért sebessége: 494 km/h 8,600 m. Nem került gyártásba.
UTI–1
A tip 1 kétüléses gyakorló változata.
UTI–2
Megújított UTI–1 merev futóművel.
UTI–4 (I–16UTI)
A tip 5 kétüléses gyakorló változata, legtöbb merev futóművel készült.

## Alkalmazók
Harmadik Birodalom

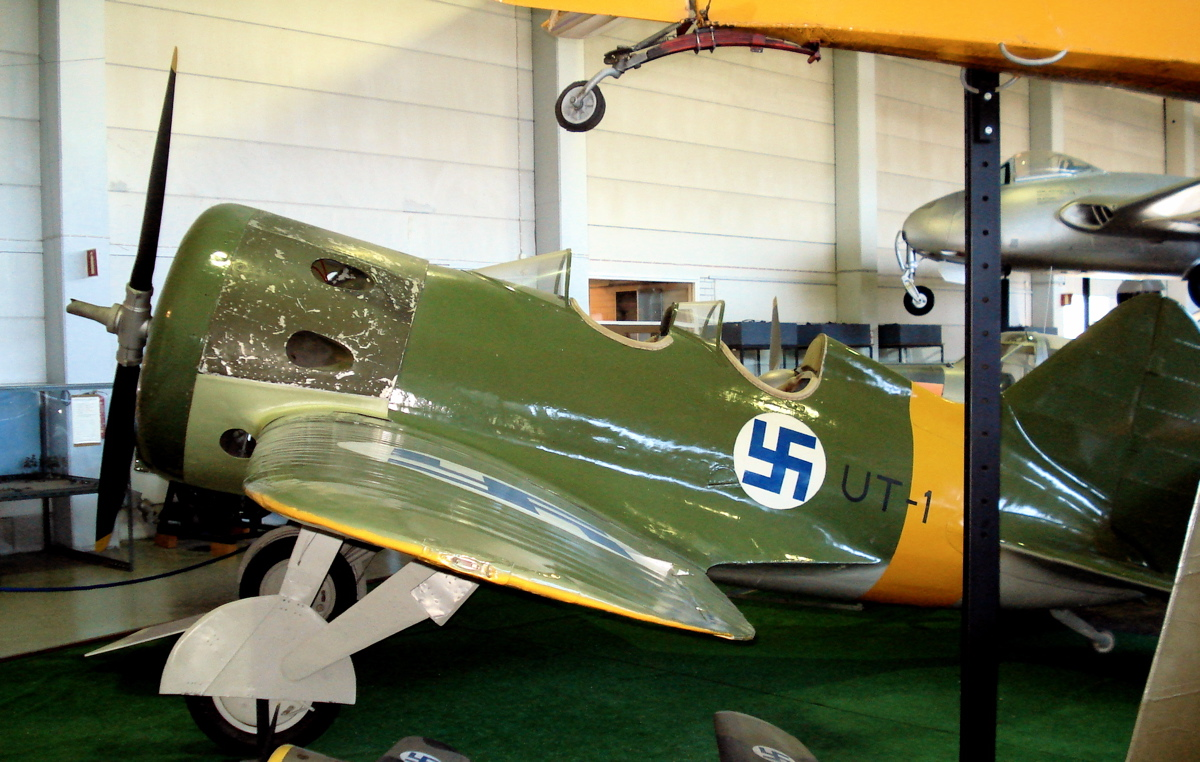
UTI–4 kétüléses gyakorló váltizat finn felségjellel

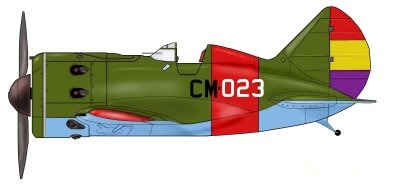
Spanyol köztársasági légierő "Mosca" gépe

- Luftwaffe (Wehrmacht) - Zsákmányolt repülőgépeket használtak.

 Finnország
- Finn Légierő - Zsákmányolt repülőgépeket használtak.

 Mongólia
- Mongol hadsereg - Egyetlen I–16 volt használatban gyakorlógépként.

 Lengyelország
- Lengyel Légierő - Egyetlen I–16 (1 Pulk Lotnictwa Myśliwskiego) és két UTI–4 repülőgép (15 Samodzielny Zapasowy Pulk Lotniczy és a Techniczna Szkola Lotnicza).[25]

 Kínai Köztársaság
- Kínai Nemzeti Légiflotta

 Szovjetunió
- Szovjet Légierő

 Spanyol Köztársaság
- Spanyol Köztársasági Légierő

 Spanyolország
- Spanyol nemzeti légierő - I–16 és UTI–4 gépek zsákmányolva a spanyol köztársasági légierőtől, a francia kormány adta vissza, 30 saját gyártás Jerez de la Fronterában. I–16 gépek még 1952-ben is hadrendben voltak.
  - 1-W csoport
  - 26. csoport

## Műszaki adatok
| Az I–16 változatai                           |                         |                         |                         |                                |                           |                                |                         |                         |                                |                                |                                 |
|                                              | tip 4                   | tip 5                   | tip 10                  | tip 12 I–16P                   | tip 15 UTI–4              | tip 17                         | tip 18                  | tip 24                  | tip 27                         | tip 28                         | tip 29                          |
| Műszaki adatok                               |                         |                         |                         |                                |                           |                                |                         |                         |                                |                                |                                 |
| Személyzet                                   | 1 (pilóta)              | 1 (pilóta)              | 1 (pilóta)              | 1 (pilóta)                     | 2                         | 1 (pilóta)                     | 1 (pilóta)              | 1 (pilóta)              | 1 (pilóta)                     | 1 (pilóta)                     | 1 (pilóta)                      |
| Hossz, m                                     | 5,86                    | 5,985                   | 6,074                   | 5,985                          | 5,985                     | 6,074                          | 6,074                   | 6,13                    | 6,074                          | 6,13                           | 6,13                            |
| Fesztáv, m                                   | 9,0                     | 9,0                     | 9,004                   | 9,004                          | 9,004                     | 9,004                          | 9,004                   | 9,004                   | 9,004                          | 9,004                          | 9,004                           |
| Magasság, m                                  | 3,25                    | 3,25                    | 3,25                    | 3,25                           | 3,25                      | 3,25                           | 3,25                    | 3,25                    | 3,25                           | 3,25                           | 3,218                           |
| Szárnyfelület, m²                            | 14,5                    | 14,5                    | 14,5                    | 14,5                           | 14,5                      | 14,5                           | 14,5                    | 14,5                    | 14,5                           | 14,5                           | 14,5                            |
| Üres tömeg, kg                               | 961                     | 1 118,5                 | 1 327                   | 1 160                          | 1 156,2                   | 1 425,5                        | 1 433,5                 | 1 490                   | 1 335,5                        | 1 403,1                        | 1 547                           |
| Tömege lőszerrel, kg                         | nincs adat              | nincs adat              | nincs adat              | nincs adat                     | 1 353,2                   | nincs adat                     | nincs adat              | 1 751                   | nincs adat                     | nincs adat                     | 1 776                           |
| Normál felszálló tömeg, kg                   | 1 354                   | 1 508                   | 1 716                   | 1 718                          | 1 458,2                   | 1 810                          | 1 830                   | 1 941                   | 1 807,9                        | 1 988                          | 1 966                           |
| Hasznos terhelés tömege, kg                  | nincs adat              | nincs adat              | nincs adat              | nincs adat                     | 342                       | nincs adat                     | nincs adat              | 451                     | nincs adat                     | nincs adat                     | 419                             |
| Üzemanyag tömege, kg                         | nincs adat              | nincs adat              | nincs adat              | nincs adat                     | 105                       | nincs adat                     | nincs adat              | 190                     | nincs adat                     | nincs adat                     | 190                             |
| Hajtómű                                      | 1× М–22                 | 1× М–25А                | 1× М–25В                | 1× М–25А                       | 1× М–25А                  | 1× М–25В                       | 1× М–62                 | 1× М–63                 | 1× М–62                        | 1× М–63                        | 1× М–63                         |
| Teljesítmény, LE                             | 1× 480                  | 1× 730                  | 1× 750                  | 1× 730                         | 1× 730                    | 1× 750                         | 1× 800                  | 1× 900                  | 1× 800                         | 1× 900                         | 1× 900                          |
| Repülési adatok                              |                         |                         |                         |                                |                           |                                |                         |                         |                                |                                |                                 |
| Legnagyobb sebesség magasságban, km/h / m    | 362 / 0 346 / 2 000     | 390 / 0 445 / 2 700     | 398 / 0 448 / 3 160     | 393 / 0 431 / 2 400            | 398 / 0 450 / 2 800       | 385 / 0 425 / 2 700            | 413 / 0 461 / 4 400     | 410 / 0 462 / 4 700     | nincs adat                     | 427 / 0 463 / 2 000            | 419 / 0 470 / 4 480             |
| Leszálló sebesség, km/h                      | 107                     | 117                     | 126                     | 129                            | 118                       | 131                            | 132                     | 130,5                   | 131                            | 150                            | 131                             |
| Hatótávolság, km                             | 680                     | 540                     | 525                     | 520                            | 364                       | 417                            | 485                     | 440                     | 458                            | nincs adat                     | 440                             |
| Szolgálati csúcsmagasság, m                  | 7 440                   | 9 100                   | 8 270                   | 8 240                          | 8 960                     | 8 240                          | 9 300                   | 9 700                   | nincs adat                     | 9 950                          | 9 800                           |
| Emelkedési sebesség, m/s                     | 11,4                    | 14,2                    | 14,7                    | 11,5                           | 14,8                      | 11,5                           | 17,2                    | 14,7                    | nincs adat                     | 15,6                           | 14,7                            |
| Magasság / eléréséhez szükséges idő, m / min | 3 000 / 4,4 5 000 / 9,9 | 3 400 / 4,0 5 400 / 7,7 | 3 000 / 3,4 5 000 / 6,9 | 3 000 / 4,36 5 000 / 8,9       | 3 000 / 3,38 5 000 / 6,39 | 3 000 / 4,36 5 000 / 8,9       | 3 000 / 2,9 5 000 / 5,4 | 3 000 / 3,4 5 000 / 5,2 | nincs adat                     | 3 000 / 3,2 5 000 / 5,55       | 3 000 / 3,3 5 000 / 5,8         |
| Teljes forduló ideje, s                      | 12–14                   | 14–15                   | 16–18                   | 16–17                          | 16–18                     | 17–18                          | 17                      | 17–18                   | 17–18                          | 17–19                          | 16–17                           |
| Nekifutás felszálláskor, m                   | nincs adat              | 220                     | 260                     | 275                            | 248                       | 280                            | 210                     | 260                     | 230                            | 210                            | nincs adat                      |
| Kifutás leszálláskor, m                      | nincs adat              | 200                     | 288                     | 395                            | 278                       | 405                            | 475                     | 300                     | 405                            | 240                            | nincs adat                      |
| Felületi terhelés, kg/m²                     | 93,1                    | 103,5                   | 118                     | 118                            | 100                       | 124                            | 125                     | 133                     | 124,2                          | 136,5                          | 135                             |
| Fegyverzet                                   |                         |                         |                         |                                |                           |                                |                         |                         |                                |                                |                                 |
| Gépágyúk és géppuskák                        | 2 × 7,62 mm SKASZ       | 2 × 7,62 mm SKASZ       | 4× 7,62 mm SKASZ        | 2× 20 mm SVAK 2× 7,62 mm SKASZ | nincs                     | 2× 20 mm SVAK 2× 7,62 mm SKASZ | 4× 7,62 mm SKASZ        | 4× 7,62 mm SKASZ        | 2× 20 mm SVAK 2× 7,62 mm SKASZ | 2× 20 mm SVAK 2× 7,62 mm SKASZ | 1× 12,7 мм BSZ 2× 7,62 mm SKASZ |

## Fordítás
- Ez a szócikk részben vagy egészben  a   Polikarpov I-16 című angol Wikipédia-szócikk ezen változatának fordításán alapul.  Az eredeti cikk szerkesztőit annak laptörténete sorolja fel. Ez a jelzés csupán a megfogalmazás eredetét és a szerzői jogokat jelzi, nem szolgál a cikkben szereplő információk forrásmegjelöléseként.
- Ez a szócikk részben vagy egészben  a(z)   И-16 című orosz Wikipédia-szócikk ezen változatának fordításán alapul.  Az eredeti cikk szerkesztőit annak laptörténete sorolja fel. Ez a jelzés csupán a megfogalmazás eredetét és a szerzői jogokat jelzi, nem szolgál a cikkben szereplő információk forrásmegjelöléseként.